# 1, 2, 3, matemáticas
1, 2, 3, matemáticas (いちにのさんすう Ichi ni no sansū?) era una serie de televisión educativa producida por la NHK y transmitida por su canal educativo entre 1974 y 1995.  A partir de 1980 y 1990, se emitió con gran éxito en varios canales estatales de Hispanoamérica, a los cuales la NHK donaba 1, 2, 3, matemáticas, entre otros programas didácticos.
La serie, destinada originalmente a niños de primer año de primaria, es conocida informalmente como Nico y Tap por sus protagonistas. Nico (Yoshi en la versión original) fue interpretado por Yō Yoshimura (entre 1979 y 1984) y luego por Toshihiko Seki (Toshi, entre 1985 y 1986), mientras que Tap era un muñeco de trapo.

## Doblaje
| Papel        | Actor original o voz en japonés | Voz en español    |
| ------------ | ------------------------------- | ----------------- |
| Nico (Yoshi) | Yō Yoshimura                    | Gabriel Cobayassi |
| Tap          | Michie Kita                     | Rocío Prado       |

## Lista de episodios
1. ¡Vamos todos juntos! — La atención de los niños se centra en las condiciones para formar conjuntos.
2. ¿Cuántos hay? — Usando la correspondencia unívoca, se introducen los conceptos de mayor, menor e igual.
3. ¡Vamos a contar! — Juntando números separados para llegar a un número mayor, se enriquece la manera en que los niños ven los números.
4. ¡Vamos a sumar! — Se explica el significado de la ecuación a + b = c
5. ¡Vamos a restar! — Se explica el significado de a – b = c
6. ¿Cuál es más largo? — La atención de los niños se centra en la naturaleza básica de la cantidad continua conocida como largo (en este espiosido se hace mención a Sun Wukong).
7. ¿Cuánto más largo? — Se hace notar a los niños la necesidad de convertir el largo en valores numéricos.
8. Vamos a hacer figuras — Se centra la atención en las características de las figuras planas inventando o combinando figuras.
9. ¿Cuánto más? — La atención se centra en la necesidad de convertir volúmenes líquidos en valores numéricos y la necesidad de una unidad estándar.
10. Contando de diez en diez — Se hace notar a los niños que el contar en grupos, especialmente en grupo de diez, facilita contar.
11. Nadie alrededor — A través de varios ejemplos, los niños aprenden los diferentes significados del “cero”.
12. Comparando formas diferentes — Se muestra a los niños la manera cómo mirar las cosas familiares alrededor de ellos como objetos sólidos.
13. ¿Cuántas personas hay? — Aplicando la idea de la correspondencia unívoca, el concepto es reafirmado.
14. ¿Cuál es? — Cuando toma usted un objeto de entre un grupo de objetos alineados, puede usar frases como “el tercero de la derecha” y “el quinto desde arriba”.
15. Juegos con números — Este programa introduce juegos, por ejemplo, usando números en la cara de un reloj.

## Transmisión en Hispanoamérica
- Colombia: Cadena 3 / Canal 3 / Señal Colombia
- México: Canal 11 / Once TV
- Perú: RTP / TNP / TV Perú
- República Dominicana: Radio Televisión Dominicana
- El Salvador: Canal 10 (en emisión desde abril de 2020)
- Bolivia: TV Boliviana